# Bristol-Myers Squibb
Bristol-Myers Squibb, conhecida como BMS, é uma Indústria Farmacêutica Americana, com sede na cidade de Nova Iorque.
Bristol-Myers Squibb elabora produtos farmacêuticos de prescrição em várias áreas terapêuticas, incluindo câncer,HIV/AIDS, doenças cardiovasculares, diabetes, hepatite, artrite reumatoide. Sua missão é “descobrir”, desenvolver e entregar medicamentos inovadoras que ajude pacientes a superarem diversas doeças graves.
Suas principais áreas de pesquisa e desenvolvimento estão localizadas em Lawrence Township, New jersey (Formalmente como Squibb, próximo a Princeton) e Wallingford, Connecticut (Formalmente como Bristol-Myers); com outros locais em East Syracuse, Nova York; Hopewell e New Brunswick, New Jersey; e em Swords, Irlanda; Braine-l'Alleud, Belgica; Tokyo, Japão; e Bangalore, India.

## História

### Squibb
A Squibb corporation foi fundada em 1858 por Edward Robinson Squibb no Brooklyn, Nova York. A Squibb era conhecido como um vigoroso defensor do controle de qualidade e padrões de alta pureza na indústria farmacêutica no seu tempo, a ponto de auto-publicar uma alternativa à Farmacopeia dos EUA (Squibb's Ephemeris of Materia Medica) depois de não convencer a American Medical Association a incorporar padrões de maior pureza. Menções do Materia Medica, produtos Squibb e a opinião de Edward Squibb sobre a utilidade do melhor método de preparação para vários medicamentos são encontradas em muitos documentos médicos do final do século XIX. A Squibb Corporation serviu como um dos principais fornecedores de produtos médicos para o Exército da União durante a Guerra Civil Americana, fornecendo kits médicos portáteis contendo morfina, anestésicos cirúrgicos e quinina para o tratamento da malária (que era endêmica na maior parte do Leste dos Estados Unidos durante aquele período).

### Bristol-Myers
Em 1887, os graduados do Hamilton College, William McLaren Bristol e John Ripley Myers compraram a Clinton Pharmaceutical Company de Clinton, Nova York. Em 1898, decidiram renomea-la para Bristol, Myers and Company, mas, após a morte de John Ripley Myers, em 1899, William McLaren Bristol trocou o nome para Bristol-Myers Corporation. O primeiro produto nacionalmente reconhecido foi Sal Hepatica, um sal mineral laxante em 1903. Seu segundo sucesso nacional foi a pasta de dentes Ipana, de 1901 até a década de 1960. 
Em 1943, Bristol-Myers adquiriu a Cheplin Biological Laboratories, produtora de Lactobacillus acidophilus em East Syracuse, Nova York, e converteu a fábrica para produzir penicilina para as forças aliadas durante a Segunda Guerra Mundial. Após a guerra, a empresa renomeou a fábrica para Bristol Laboratories, em 1945, e entrou no mercado de antibióticos civis, onde enfrentou a competição da Squibb, que abriu a maior fábrica de penicilina do mundo durante o ano de 1944 em New Brunswick, New Jersey. A produção de penicilina na fábrica de East Syracuse foi finalizada em 2005, quando se tornou menos oneroso produzir no exterior, mas a instalação continua a ser usada para o desenvolvimento do processo de fabricação e produção de outros biofármacos para ensaios clínicos e uso comercial.

### Fusão
Em 1989 a Bristol-Myers e Squibb foram unidas para formar a Bristol-Myers Squibb.
Em 1999, o Presidente Bill Clinton premiou a Bristol-Myers Squibb com a National Medal of Technology, o maior reconhecimento da nação para a conquista tecnológica com o objetivo de “expandir e melhorar a vida humana através de pesquisas e desenvolvimentos farmacêuticos inovadores e para redefinir a ciência do estudo clínico através de ensaios inovadores e complexos que são modelos reconhecidos na indústria".

### Bristol-Myers Squibb
Entre as principais áreas de atuação da companhia estão a oncologia, virologia, imunologia, neurologia e doenças cardiovasculares.
 Em 2011, investiu mais de US$3,8 bilhões em pesquisas para desenvolvimento de novas drogas sendo que parte desses recursos foram destinados a mais de 500 centros de pesquisa no Brasil, que são parceiros nos principais projetos de desenvolvimento.

### Reconhecimentos
Ao longo dos anos, a Bristol-Myers Squibb e seus funcionários têm recebido inúmeros prêmios e reconhecimentos, incluindo a Medalha Nacional de Tecnologia, o Prêmio Lasker de Pesquisa Médica e o Prêmio Prix Galien. Além disso, é aclamado ano após ano como uma das melhores empresas para mães que trabalham, um ótimo lugar para cientistas trabalharem e um reconhecido líder da indústria em termos de meio ambiente, saúde e segurança.